# Disque de débris de HR 8799
Le disque de débris, ou mieux la ceinture de débris, de HR 8799 est un disque de matière entourant l'étoile HR 8799 et les quatre planètes connues orbitant autour.
Ce disque serait situé à une distance d'environ 75 unités astronomiques de HR 8799, plus éloignée de son étoile que ne l'est la ceinture de Kuiper du Soleil (~ 30-55 ua).